# Palladion
 For alternative betydninger, se Palladium (flertydig). (Se også artikler, som begynder med Palladium)
Palladion, (gr. Παλλάδιον) eller palladium (lat.) er et gammelt billede af Pallas, der i den historiske tid er identisk med Athena. Der har rundt om i græske byer været sådanne gamle billeder af træ, der betragtedes som ganske særlig hellige. Den som uforvarende kommer til at se et palladion, bliver blind.
I Troja fandtes et sådant ældgammelt billede, om hvilket det hed sig, at det som en gave fra Zeus til Ilos ved grundlæggelsen af Ilios (Troja) var faldet ned fra himlen. Det var to meter højt og havde fødderne tæt samlede. I højre hånd holdt det lansen, i venstre tenen. Dette udseende har det også i den senere kunst, hvor det oftere er fremstillet, kun at tenen er erstattet med et skjold. Det fremstillede Athena som byens forkæmper og særlige værnegud. Trojas skæbne var knyttet til dets bevarelse.
Efter et i den senere poesi i forskellige former bevaret sagn blev det derfor under Trojas belejring hemmligt ført bort af grækerne.
Det hedder, at Odysseus, forklædt som tigger, sneg sig ind i byen for at spejde. Han blev genkendt af Helene, der dog ikke røbede ham.
Senere kom han igen sammen med Diomedes og røvede billedet. Andre former af sagnet beretter om strid mellem Diomedes og Odysseus, hvorved snart den ene, snart den anden får skyld for lumskhed.
En række byer, endog Rom, gjorde krav på senere at være kommet i besiddelse af det ægte palladion.
Polygnotos havde fremstillet palladiets tyveri. Til vor tid er der bevaret forskellige fremstillinger på vaser, relieffer og skårne sten. En statue i Glyptoteket i München fremstiller muligvis Diomedes med palladiet.